# Stranglehold
Stranglehold est un jeu vidéo de tir à la troisième personne développé par Tiger Hill Games créé par John Woo et édité par Midway. Le jeu est sorti fin 2007 sur les consoles Xbox 360 et PlayStation 3 et sur PC.
Ce jeu met en scène Chow Yun-fat alias "Inspecteur Téquila". Le jeu fait suite au film À toute épreuve sorti en 1992. La musique a été composée par Serj Tankian.

## Synopsis
L'histoire de l'inspecteur Tequila commence 18 ans plus tôt que celle où vous intervenez.
Ce dernier voulait fuir avec son amour en Amérique car elle était enceinte.
Tequila attendait son amour, mais c'est son père qui arriva, avec un message disant qu'elle ne viendrait pas. Tequila fut ensuite agressé par les hommes de mains de ce dernier.
18 ans plus tard, Tequila veut se venger, sa fille et son ancienne amante sont enlevées.
L'honneur est sa devise. La vengeance est son but. Son seul recours: la violence.

## Accueil
- Jeuxvideo.com : 15/20[1]